# Ancohenia
Ancohenia is een geslacht van kreeftachtigen uit de klasse van de Ostracoda (mosselkreeftjes).

## Soorten
- Ancohenia hawaiiensis Kornicker, 1976
- Ancohenia robusta (Brady, 1890) Kornicker, 1981